# کری کاتونا
کری کاتونا (انگلیسی: Kerry Katona؛ زادهٔ ۶ سپتامبر ۱۹۸۰) یک هنرپیشه، مجری، و خواننده اهل بریتانیا است.
او عضو گروه اتمیک کیتن است.